# Савельев, Павел Иванович
Павел Иванович Савельев (1918 год, Самарская губерния — дата смерти неизвестна) — Герой Социалистического Труда (1971).

## Биография
Родился в 1918 в селе Челно-Вершины. Член КПСС с 1943 года.
Участник Великой Отечественной войны, командир телефонного взвода, командир роты связи 18-го гвардейского стрелкового полка 9-й гвардейской стрелковой дивизии.
В 1946-1983 годах - токарь Вильнюсского станкостроительного завода «Коммунарас» Министерства станкостроительной и инструментальной промышленности СССР.
Досрочно выполнил личные социалистические обязательства и плановые производственные задания Восьмой пятилетки (1965—1970). Указом Президиума Верховного Совета СССР (неопубликованным) от 5 апреля 1971 года «за выдающиеся трудовые успехи, достигнутые в выполнении заданий пятилетнего плана, выпуск продукции высокого качества и активное участие в создании новой техники» удостоен звания Героя Социалистического Труда с вручением ордена Ленина и золотой медали Серп и Молот.
Депутат Верховного Совета Литовской ССР 8-го созыва.
Умер после 1987 года.